# チャン・ユエンティン
チャン・ユエンティン（Chan Yuen Ting、陳 婉婷、1988年10月7日 - ）は、イギリス領香港出身の元サッカー香港女子代表選手。男子サッカークラブ東方足球隊（イースタンSC）の元監督。

## 人物
- 13歳の時に元サッカーイングランド代表のデビッド・ベッカムに一目惚れした。両親の大反対を受けながらサッカーの世界へ入った。アマチュア・代表選手をしながら香港中文大学に在学[2]。卒業後は同大学医学院修了[1]。
- 2010年から3年間データアナリスト・下部組織のコーチ、2015年夏のアシスタントコーチを経て[3]、同年12月に東方足球隊の監督に就任。
- 2016年に15戦でわずか1敗という快進撃で、21年ぶりに香港プレミアリーグを制覇。6月には「男子サッカー1部リーグで優勝を果たした初の女性監督」としてギネス世界記録に認定[3]。12月にアジアサッカー連盟「年間最優秀監督賞」・香港サッカー協会「プレミアリーグ最優秀監督賞」を受賞。BBC「世界の女性100人」に選ばれ、銅紫荊星章（中国語版）を叙勲[1]。
- 2017年にAFCチャンピオンズリーグで史上初の女子監督が誕生、話題となったが[4]、5月9日の第6節川崎フロンターレ戦で敗れ、未勝利敗退となった[5]。日本の女性監督に向けてエールを送った[6]。5月29日にチームの監督を辞任[7]、理由はアジアサッカー連盟のプロライセンスを取得するためだった[8]。
- 2018年7月に東方足球隊の監督に復帰したが、2019年2月に成績不振で退任した[8]。
- ニックネームは牛丸[2]